# Волинтирь
Волинти́рь (рум. Volintiri; также — Волонти́ровка) — село в Штефан-Водском районе Молдавии. Относится к сёлам, не образующим коммуну.

## История
До 9 января 1956 года село являлось административным центром упразднённого Волонтировского района.

## География
Село расположено на высоте 75 метров над уровнем моря. Протекает река Бабей.

## Население
По данным переписи населения 2004 года, в селе Волинтирь проживает 4057 человек (1979 мужчин, 2078 женщин).
Этнический состав села:
| Национальность | Число жителей | Процентный состав |
| -------------- | ------------- | ----------------- |
| молдаване      | 3983          | 98.18             |
| украинцы       | 24            | 0.59              |
| русские        | 16            | 0.39              |
| болгары        | 11            | 0.27              |
| цыгане         | 9             | 0.22              |
| румыны         | 6             | 0.15              |
| гагаузы        | 5             | 0.12              |
| прочие         | 3             | 0.07              |
| Всего          | 4057          | 100 %             |

## Известные уроженцы
- Биешу, Мария Лукьяновна (1935—2012) — молдавская советская оперная и камерная певица.
- Бойченко, Харитон Порфирьевич